# Dynamic Tidal Power

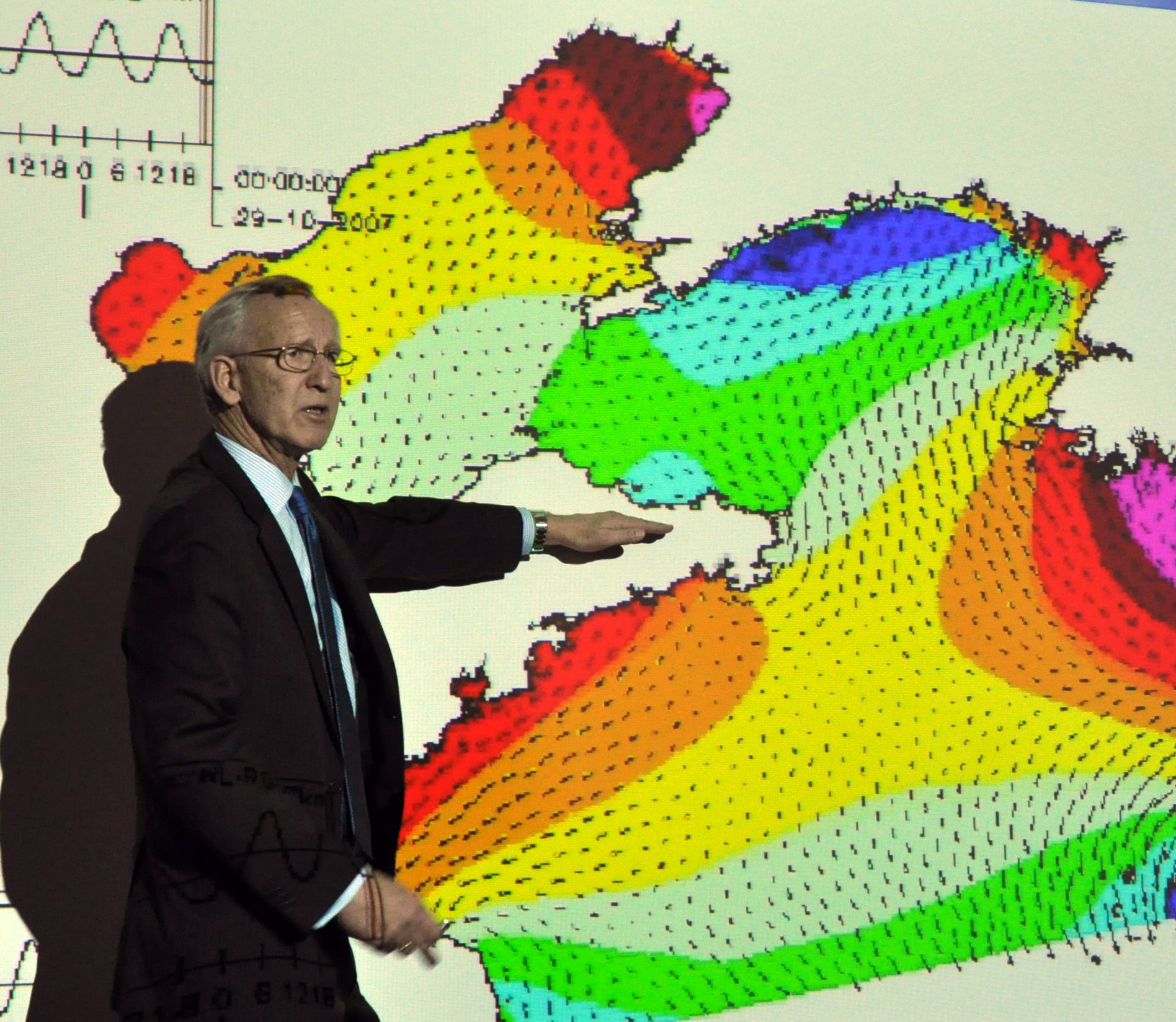
Co-Erfinder Kees Hulsbergen präsentiert das DTP-Konzept an der Tsinghua-Universität in Peking im Februar 2010.

Dynamic Tidal Power oder DTP ist eine neue, bisher nicht umgesetzte Methode der Energiegewinnung aus Gezeitenbewegungen. Sie besteht aus einer dammähnlichen, zur Küste rechtwinkligen Struktur mit einer am weit im Meer liegenden Ende parallel zur Küste T-förmigen Barriere. Dieser lange T-Damm unterbricht die zur Küste parallel verlaufenden Gezeitenwellen, so dass eine Wasserspiegeldifferenz auf den gegenüberliegenden Seiten der Barriere entsteht, die dazu genutzt wird, eine Reihe in den Damm integrierter bidirektionaler Turbinen anzutreiben. Oszillierende Gezeitenwellen, die entlang von Kontinentalufern verlaufen, enthalten großes hydraulisches Potential und existieren z. B. in China, Korea und Großbritannien.
Das Konzept wurde 1997 von den niederländischen Küsteningenieuren Kees Hulsbergen und Rob Steijn als Patent angemeldet und 2003 veröffentlicht.

## Beschreibung

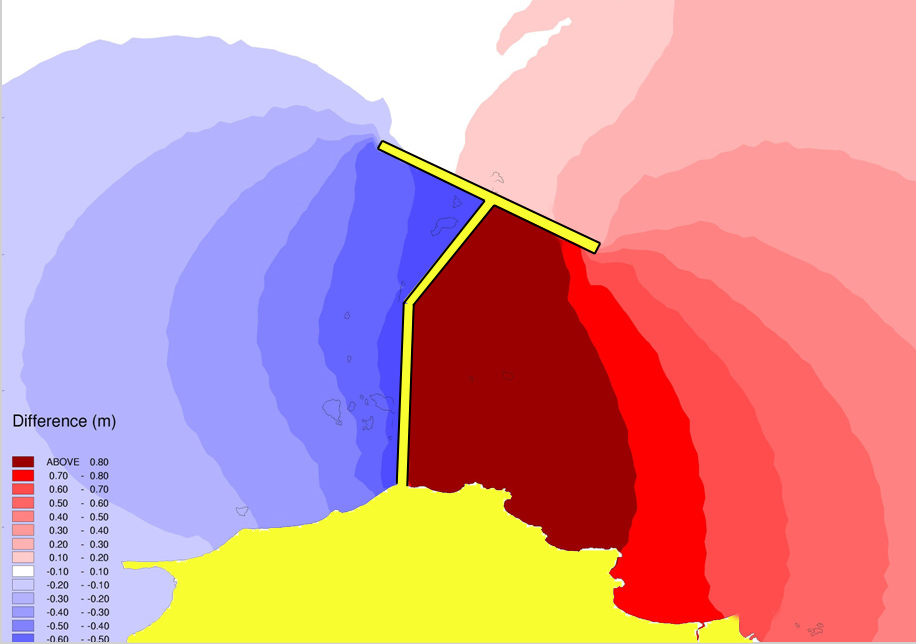
Vogelperspektive auf einen DTP-Damm. Blaue und dunkelrote Farben deuten auf jeweils tiefe und hohe Tiden hin.

Ein DTP-Damm ist eine 30 km oder längere Barriere, die sich rechtwinklig zur Küste in das offene Meer hinein erstreckt. An vielen Küstengebieten der Welt verläuft die Gezeitenbewegung parallel zur Küstenlinie: das gesamte Meerwasser bewegt sich in eine Richtung und später am Tag wieder zurück in die andere. Ein DTP-Damm ist lang genug, um Einfluss auf die horizontalen Strömungsbewegungen auszuüben, so dass eine Wasserspiegeldifferenz (siehe hydraulisches Potential) auf beiden Seiten des Damms gemessen werden kann. Diese Wasserspiegeldifferenz kann in Energie umgewandelt werden durch eine Vielzahl von in den Damm integrierten Low-head-Turbinen.

## Maximale Wasserspiegeldifferenz
Schätzungen der maximalen Wasserspiegeldifferenz, welche durch unterschiedliche Dammkonfigurationen erlangt werden, basieren auf numerischen und analytischen Modellen. Feldinformationen über die Messung von Wasserspiegeldifferenzen bei natürlichen Barrieren bestätigen die Erzeugung eines signifikanten hydraulischen Potentials. Die (maximale) Wasserspiegeldifferenz ist höher, als man bei gleichmäßiger Strömung (wie bei Flüssen) erwartet. Sie erreicht Werte bis zu einigen Metern, was dem nicht dauerhaften Verhalten von Gezeitenströmungen (Beschleunigung) zuzurechnen ist.

## Mögliche Vorteile

### Hohe Leistung
Es wird geschätzt, dass einige der größten Dämme eine installierte Kapazität von über 15 GW (15,000 MW) erreichen können. Ein DTP-Damm mit 8 GW installierter Kapazität und einem Nutzungsgrad von 30 % könnte jährlich 21 TWh Energie gewinnen. Zum Vergleich: Ein durchschnittlicher Europäer verbraucht 6800 kWh pro Jahr, so dass ein DTP-Damm Energie für 3,09 Millionen Europäer produzieren könnte.

### Stabile Energieversorgung
Gezeitenenergie ist sehr gut vorhersagbar durch die deterministische Eigenschaft der Gezeiten und die Unabhängigkeit von Wetter oder Klimawandel. Die Leistung variiert zwar mit den unterschiedlichen Gezeitenphasen (Ebbe, Flut), dies könnte jedoch durch die Kombination von zwei Dämmen mit entsprechendem Abstand (ca. 150 – 250 km), in der jeweils ein Damm die maximale elektrische Leistung und der andere Damm die minimale Leistung erzeugt, aufgehoben werden. Damit kann DTP, im Gegensatz zur Wind- und Solarenergie, für das Stromnetz eine konstante Energiezufuhr gewährleisten.

### Hohe Verfügbarkeit
DTP benötigt keinen hohen natürlichen Tidenhub, sondern eine offene Küste, bei der die Tidenausbreitung längs der Küste stattfindet. Solche Gezeitenkonstellationen bestehen an vielen Orten der Welt, was darauf hindeutet, dass das Potential von DTP sehr hoch ist. Studien, die an der chinesischen Küste durchgeführt wurden, schätzen die Gesamtverfügbarkeit für Dynamic Tidal Power in China auf 80 – 150 GW.

### Viele Komplementärfunktionen
Der lange Damm kann mit verschiedenen Funktionen, wie Küstenschutz, Tiefsee- und LNG-Häfen, Aquakulturanlagen, kontrollierter Landgewinnung und Verbindungen zwischen Inseln und dem Festland kombiniert werden. Diese zusätzlichen Funktionen können die Investitionskosten aufsplitten und so helfen, die Kosten pro kWh zu senken.

## Realisierungsschwierigkeiten
Das DTP-Konzept in kleinem Rahmen zu testen, ist nicht effektiv, da kaum Energie gewonnen werden kann. Eine Dammlänge von 1 km würde nicht ausreichen, da die DTP-Stromerzeugungskapazität mit jeder Längeneinheit zum Quadrat ansteigt (hydraulisches Potential und Volumen erhöhen sich mehr oder weniger linear zu jeder Dammverlängerung, so dass ein quadratischer Anstieg an Energieausbeute erfolgt). Wirtschaftlich wäre das Konzept vermutlich erst bei einem Damm von ungefähr 30 km Länge.

## Stand der technischen Entwicklung
Mit Stand 2012 wurde noch kein DTP-Damm gebaut. Unterschiedliche mathematische und physikalische Modelle wurden durchgeführt, um das hydraulische Potential  oder die Wasserspiegeldifferenz eines DTP-Damms zu modellieren und vorherzusagen. Die Interaktion zwischen Tiden und langen Dämmen wurden in großen Ingenieurprojekten wie den „Deltawerken“ und dem Abschlussdeich in den Niederlanden beobachtet und aufgezeichnet. Die Interaktion zwischen Gezeitenströmung mit natürlichen Halbinseln ist ebenfalls wohlbekannt, und entsprechende Daten können benutzt werden, um numerische Modelle von Gezeiten zu kalibrieren. Beobachtete Wasserspiegelunterschiede kommen nahe an die aktuellen analytischen und numerischen Modelle heran.
Einige der benötigten Schlüsselelemente sind:
- Bidirektionale Turbinen (die die Energie in beiden Richtungen generieren können) für niedriges hydraulisches Potential bei hohem Volumen. Operative Einheiten existieren bereits für den Meerwassereinsatz, die eine Effizienz von 75 % erreichen.
- Damm-Konstruktionsmethoden. Mit modularen Schwimmkästen (Cassions aus Betonblöcken) könnte ein Damm gebaut werden. Die Schwimmkästen könnten an Land gebaut und anschließend zur Dammstelle transportiert werden.